# 真木あんな
真木 あんな（まき あんな、1986年10月10日 - ）は、日本のAV女優。特技はピアノ、バレエ。
趣味は作詞、歌うこと、妄想。好きな食べ物は甘栗、そば。

## 略歴
2006年10月、『あの堀北○希似の新人　真木あんなDEBUT』でディープスより、専属女優としてAVデビュー、2007年3月27日のAV撮影に現れず、失踪した。
2009年の26時間テレビ中で、明石家さんまが選んだラブメイトのベスト10で4位に入っている。

## 出演作品
2006年
- あの堀北○希似の新人 真木あんな DEBUT（10月5日 、ディープス）[1]
- あの堀北○希似 真木あんな JUNSHIN 極デジタルモザイク（11月4日、ディープス）[1]
- 真木あんな TORICO 極デジタルモザイク（12月7日、ディープス）[1]

2007年
- 真木あんな Daydreamer〜イキすぎ妄想SEX〜（2007年1月5日、ディープス）[1]
- 真木あんな ビン感BODYでおねだりSEX（2007年2月8日、ディープス）[1]
- 真木あんな 私でいっぱいオナニーしちゃお!（2007年4月5日、ディープス）[1]
- 真木あんな イカセ潮吹き50連発（2007年5月4日、ディープス）[1]
- 失踪女優 真木あんなが見せた半年前の記録　4時間総集編（2007年8月4日、ディープス）[1]

- 大物芸能人大絶賛!!今見たい伝説の女優NO.1 真木あんな 超ギリモザイクスペシャル（7月22日、ディープス）